# 龐雪麗
龐雪麗（Shirley Bond，1956/1957年—），加拿大政治人物，2020年-22年間任職卑詩自由黨（現為卑詩聯合黨）臨時黨魁和卑詩省官方反對黨領袖。她從2001年-24年間擔任卑詩省議會議員，先後代表喬治王子城—洛遜山選區和喬治王子城—維爾芒特選區，並曾在前省長金寶爾和簡蕙芝內閣中出任數項廳長職務，當中包括於2004年-09年間任職卑詩省副省長。

## 背景
龐雪麗於卑詩省喬治王子城出生，畢業於該市的新喀里多尼亞學院，並曾於北英屬哥倫比亞大學修讀政治學，但當選省議員後退學。她曾三度當選喬治王子城學校局學務委員，並於最後一屆學委任期出任該局主席。
她丈夫比爾於2020年中風後去世，兩人育有兩名子女。

## 省政
她於2001年省選代表卑詩自由黨競逐喬治王子城—洛遜山選區議席並告當選，首度晉身省議會，同年6月獲省長金寶爾任命為專上教育廳長。2004年12月她改任卑詩省副省長，接替請辭的簡蕙芝，並兼任衛生服務廳長。2005年省選她連任省議員，在金寶爾內閣留任副省長，並兼任教育廳長。喬治王子城—洛遜山選區於2009年省選改組成喬治王子城—維爾芒特選區，龐雪麗在該選區連任省議員，並於金寶爾內閣中改任運輸及基建廳長。
簡蕙芝於2011年3月取代金寶爾出任省長後，龐雪麗調任公共安全及法務廳長。隨著律政廳長彭百里於2011年8月請辭，簡蕙芝委派龐雪麗兼任該職，成為卑詩省首位女性律政廳長。公共安全及法務廳長職務於2012年2月有所更迭並改為司法廳長，龐雪麗留任該職及律政廳長至2013年6月。馮宜幹於2012年8月宣布辭任財政廳長後，龐雪麗短暫代任該職，直至麥德莊於同年9月繼任為止。她於2013年省選連任省議員後，在簡蕙芝內閣中改任就業、旅遊及技能培訓廳長。
龐雪麗於2017年省選中連任省議員，然而自由黨只贏取省議會87個議席中的43席，無法繼續以多數政府姿態執政。在此懸峙議會局面下，簡蕙芝於同年6月組閣，龐雪麗留任原本廳長職務。持有41席的新民主黨與持有3席的綠黨達成合作協議，並於同年6月29日在省議會向自由黨政府提出不信任動議。動議以44-42票通過，自由黨遂失去執政權，龐雪麗的廳長任期亦隨著新民主黨少數政府於同年7月就任而終結。此後她出任官方反對黨財政共同評議員，以及省議會公共帳目常務委員會主席。
2020年省選，龐雪麗再度連任省議員，但自由黨只贏取28席，較選前減少13席。韋勤信於選後兩日宣布辭任黨魁，自由黨黨團則於同年11月23日選出龐雪麗為臨時黨魁。她於同月30日公布官方反對黨影子內閣名單，她本人兼任長者服務和長期護理事務評議員。隨著馮宜幹於2022年2月5日當選自由黨黨魁，龐雪麗亦卸任臨時黨魁。
自由黨在馮宜幹領導下於2023年4月更名為卑詩聯合黨。然而，沉寂多年的卑詩保守黨在往後數月急起直追，民調支持度超越聯合黨，並吸引數名聯合黨省議員過檔。在聯合黨形勢不利下，馮宜幹於2024年8月宣布解散該黨並暫停該黨同年省選競選活動。原本計劃代表聯合黨競逐該屆省選的龐雪麗坦言對此感到驚訝，於同月宣布棄選，並於同年10月省議員任期屆滿時卸任。

## 外部連結
- （英文）卑詩自由黨黨團網站 龐雪麗議員簡介 （页面存档备份，存于）